# Yokosuka MXY8
Lo Yokosuka MXY8 Akigusa (in giapponese 秋草, Erba d'autunno o erba autunnale) era un aliante da addestramento avanzato sviluppato dall'ufficio di progettazione giapponese Kūgishō, il Primo arsenale tecnico aeronavale di Yokosuka, negli anni quaranta.
Costruito in parallelo con l'intercettore a razzo Mitsubishi J8M era destinato inizialmente a studiare il comportamento del futuro modello da combattimento, acquisendo esperienza da riversare nel suo sviluppo e successiva produzione, e successivamente indirizzato alla formazione dei piloti destinati ai J8M.
Destinato ad equipaggiare anche il Dai-Nippon Teikoku Rikugun Kōkū Hombu, il servizio aeronautico dell'Esercito imperiale giapponese, ed identificato secondo quel sistema di designazione Ku-13, avrebbe formato i piloti destinati all'equivalente Ki-200.

## Storia del progetto

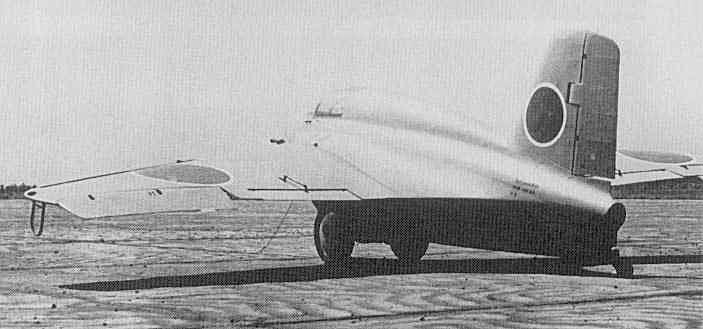
Vista dal retro del MXY8

Durante le fasi finali della Guerra del Pacifico, la minaccia rappresentata dal bombardiere statunitense Boeing B-29 Superfortress che nelle sue missioni di bombardamento poteva raggiungere il Giappone, rese necessario lo studio di una adeguata difesa aerea del territorio. In quest'ottica il comandante della Marina Imperiale Eiichi Iwaya, che aveva assistito ad una dimostrazione del Messerschmitt Me 163 all'aeroporto di Rechlin-Lärz, caldeggiò la necessità di dotare i reparti aerei del modello tedesco al fine di intercettare velocemente i bombardieri dell'United States Army Air Force.
Lo J8M era semplicemente un Me 163 costruito su licenza, ma a causa delle difficoltà tecniche nell'ottenere i materiali dalla Germania, dovette essere riprogettato quasi da zero. Lo MXY8 venne ideato insieme allo J8M per valutare il progetto di quest'ultimo, e anche per addestrare i piloti all'utilizzo del nuovo intercettore.
Lo MXY8 venne costruito interamente in legno, e venne dotato di cisterne di zavorra che sarebbero poi state riempite con acqua per simulare il peso e quindi le caratteristiche di volo di un J8M completamente equipaggiato. Furono costruiti circa 50 o 60 di questi alianti.
Un più avanzato addestratore, chiamato MXY9, equipaggiato con un primitivo motore a getto venne ideato, ma mai prodotto.

## Sviluppi successivi
- Yokosuka MXY9
- Mitsubishi J8M